# غويلرمو أودونيل
غويلرمو أودونيل (بالإسبانية: Guillermo O'Donnell)‏ هو كاتب وبروفيسور أرجنتيني، ولد في 24 فبراير 1936 في بوينس آيرس في الأرجنتين، وتوفي بنفس المكان في 29 نوفمبر 2011 بسبب سرطان.

## وصلات خارجية
- غويلرمو أودونيل على موقع الموسوعة البريطانية (الإنجليزية)